# Спомен-дом вајара Радете Станковића
Спомен дом вајара Радете Станковића се налази у Београду, на територији градске општине Стари град. Подигнут је 1912. године и представља непокретно културно добро као споменик културе.
Дом вајара Радете Станковића је саграђен као дворишна зграда, са приземљем у функцији атељеа и спратом за становање, вероватно према пројекту архитекте Николе Несторовића. Асиметрична фасада кубичне форме, разуђена у три равни, нема декоративних елемената.
Дом вајара Радете Станковића представља значајно место где су настала и где се чувају бројна дела овог значајног ствараоца, која представљају не само највећи део његовог опуса, већ и значајне примерке српске скулптуре 20. века.